# Künga Lodrö Gyeltshen Pel Sangpo
| Tibetische Bezeichnung                           |
| ------------------------------------------------ |
| Tibetische Schrift: ཏི་ཤྲི་ཀུན་དགའ་བློ་གྲོས              |
| Wylie-Transliteration: ti shri kun dga' blo gros |
| THDL-Transkription: Tishri Künga Lodrö           |

Künga Lodrö Gyeltshen Pel Sangpo (tib.: Kun dga´ blo gros rgyal mtshan dpal bzang po; chinesisch 贡噶罗追坚赞贝桑布 / 公哥罗古罗思监藏班藏卜) (geb. 1299; gest. 1327) war Phagpas Großneffe. Von 1315 bis 1327 war er Kaiserlicher Lehrer (dishi / ti shri) der Mongolen-Kaiser Renzong (Buyantu Khan), Yingzong (Suddhipala) und Taiding (Yesun Timur Khan). Er war die achte Person in diesem Amt des höchsten Mönchsbeamten der Zentralregierung für buddhistische Angelegenheiten.